# Bakháza, Somogy
Bakháza  este un sat în districtul Nagyatád, județul Somogy, Ungaria, având o populație de 181 de locuitori (2011). 

## Demografie
Componența etnică a satului Bakháza
     Maghiari (88,14%)
     Romi (11,86%)
Componența confesională a satului Bakháza
     Romano-catolici (67,96%)
     Fără religie (8,84%)
     Reformați (3,31%)
     Necunoscută (19,89%)
Conform recensământului din 2011, satul Bakháza avea 181 de locuitori. Din punct de vedere etnic, majoritatea locuitorilor (88,14%) erau maghiari, cu o minoritate de romi (11,86%).  Din punct de vedere confesional, majoritatea locuitorilor (67,96%) erau romano-catolici, existând și minorități de persoane fără religie (8,84%) și reformați (3,31%). Pentru 19,89% din locuitori nu este cunoscută apartenența confesională.